# Liste des chapitres de Fairy Tail
La liste des chapitres de Fairy Tail est coupée en deux articles :
- la 1re partie traite des tomes 1 à 30 ;
- la 2e partie traite des tomes 31 à 63.
- les chapitres de Fairy Tail: 100 Years Quest font office de 3e partie.